# Mitarbeiterbewertung
Die Mitarbeiterbewertung, Mitarbeiterbeurteilung oder Personalbeurteilung ist in der betriebswirtschaftlichen Organisationstheorie eine Komponente des Belohnungssystems für Mitarbeiter. Sie dient als innerbetriebliches Mittel zur Qualitätssicherung oder -verbesserung eines Betriebes oder einer Abteilung.

## Umfang und Form
Die Mitarbeiterbeurteilung befasst sich mit der Wahrnehmung und Bewertung eines Mitarbeiters. Sie wird grundsätzlich in drei Phasen betrachtet: Die Beobachtung, die Bewertung sowie die Besprechung (zumeist bei einem Mitarbeitergespräch). Die Beobachtung von Verhaltensmerkmalen sollte unterjährig fortlaufend und objektiv vom Vorgesetzten erfolgen. Hierfür bedarf es geeigneter Aufzeichnungsmethoden, die webbasiert komfortabler zu realisieren sind als papierbasiert. Bei der Bewertung sollten Bewertungskriterien verwendet werden, welche für den Mitarbeiter nachvollziehbar sind. Die Besprechung dient zum Austausch über die Ergebnisse der beiden vorangegangenen Phasen und von zukünftigen Verbesserungsmaßnahmen.
Man unterscheidet zwischen Mitarbeiterbewertungen nach Abschluss des Dienstverhältnisses und laufenden Mitarbeiterbewertungen. Geläufigste Form der Mitarbeiterbewertung nach Abschluss des Dienstverhältnisses, nach Wechsel von Vorgesetzten oder nach internen Versetzungen ist das Arbeitszeugnis.
Mitarbeiterbeurteilungen können sowohl mit dem Mitarbeiter zusammen durchgeführt werden oder in Abwesenheit des Mitarbeiters über ihn getätigt werden, um z. B. einem höheren Vorgesetzten oder einen späteren Arbeitgeber über die Leistung des Mitarbeiters zu informieren. Arbeitszeugnisse werden grundsätzlich vom Arbeitgeber ohne die Mitwirkung des betreffenden Mitarbeiters erstellt. Angemessene Vorschläge und Wünsche des Mitarbeiters an den Inhalt können gleichwohl berücksichtigt werden.
Unternehmen, die dem ERA-Tarifvertrag (Entgelt-Rahmenabkommen Südwestmetall für die Metall- und Elektroindustrie) unterliegen, setzen dabei die Methode der Mitarbeiterbeurteilung durch den Beurteilungsgeber (disziplinarische Führungskraft) ein, um die das Grundentgelt übersteigende Leistungsentgeltkomponente zu bestimmen. Diese Form der Mitarbeiterbewertung stellt besonders hohe Anforderungen an die Objektivität, um Reklamationen der Mitarbeiter so gering wie möglich zu halten. Entsprechend sorgfältig müssen die Kriterien im Bewertungsprozess erarbeitet werden. Bei entsprechender Systemunterstützung ist die analytische Bewertungsmethode den stark verdichtenden, summarischen Verfahren überlegen.
Die Mitarbeiterbeurteilung umfasst idealerweise Maßnahmen, mit deren Hilfe alle betrieblich relevanten und beobachtbaren Persönlichkeitselemente erfasst werden können. Hierzu gehören:
- Fachkompetenz;
- Arbeitsleistung bzw. -erfolg (quantitativ wie qualitativ);
- Arbeitsmethode (Sorgfalt und Effizienz);
- Arbeitsqualität;
- Arbeitsmotivation;
- Belastbarkeit;
- Stärken (unter Umständen auch spezifische Schwächen, jedoch nie in expliziter Form in Arbeitszeugnissen);
- Verhalten gegenüber Vorgesetzten;
- Verhalten gegenüber Kunden und Klienten;
- Verhalten gegenüber Mitarbeitern.

Durch standardisierte Vorgehensweisen, wie z. B. Fragebogen kann bei Beurteilungen der Anteil subjektiver Einschätzungen verringert werden. Mit dem Anspruch, den Mitarbeitern in Unternehmen möglichst gerecht zu werden, sollten vorgefertigte Textbausteine oder sogenannte Items sorgfältig erarbeitet werden. Unternehmen, die bisweilen auf schablonenhaft vorgefertigte Kriterienkataloge bzw. Fragen setzen, schaden häufig ihrer für die Mitarbeitergewinnung und -bindung so wichtigen Arbeitgebermarke (Employer Branding).
Regelmäßige Mitarbeiterbewertungen in Form eines von beiden Seiten vorbereiteten, offen geführten Mitarbeitergesprächs (halbjährlich oder jährlich) ermöglichen, das Vorhandensein oder Fehlen von Erfolgen oder Fortschritten festzustellen.
Für eine erfolgreiche Bewertung sollten einige Voraussetzungen erfüllt werden:
- klar definierte Unternehmens- und Abteilungsziele
- Mitarbeiterziele
- Offenheit und Transparenz
- Kritikfähigkeit beider Gesprächspartner
- Bereitschaft, Maßnahmen umzusetzen

Im Gespräch mit dem Mitarbeiter kann man nach Möglichkeiten zur weiteren Verbesserung suchen und diese als Ziele festhalten. Oft wird übersehen, dass sich die Möglichkeiten zur Verbesserung auch auf die Zusammenarbeit des Vorgesetzten mit dem Mitarbeiter erstrecken können. So können auch Änderungen des Vorgesetzten in diese Vereinbarung aufgenommen werden. In dieser Form durchgeführte faire und offene Mitarbeitergespräche können wesentlich zur Verbesserung der Motivation und Leistungsfähigkeit der Mitarbeiter beitragen.

## Absolute und relative Bewertung
Bei der absoluten Bewertung werden Mitarbeiter unabhängig voneinander beurteilt.
Bei der relativen Bewertung werden Mitarbeiter im Vergleich zu ihren Kollegen bewertet. Beispiele sind die 20-70-10 Regel, der zufolge die besten 20 % der Mitarbeiter belohnt, die 70 nächstbesten Prozent bestmöglich gefordert und gefördert, die schwächsten 10 Prozent hingegen entlassen werden sollten. Eine Folge eines relativen Systems ist, dass selbst bei einer exzellenten Belegschaft ein Teil des Personals schlecht bewertet wird. Strikte Wettbewerbssysteme der Mitarbeiterbewertung mit entsprechender Rangordnung (auch englischsprachig als forced ranking bezeichnet), festgelegten Quoten und Ausgrenzung sogenannter Minderleister werden von manchen Unternehmen angewandt, von anderen als überholt betrachtet.
Zudem sind die im Up-or-out-System vorgesehenen Kündigungen in Ländern mit starken Arbeitnehmerrechten nicht möglich. In Deutschland ist, so die Medien, eine Rangordnung von Mitarbeitern zwar erlaubt, sofern sie nach objektiven Kriterien erstellt werde. Als alleiniges Kriterium für eine Entlassung dürfe das aber nicht dienen:
„Für das Bundesarbeitsgericht reiche allein eine unterdurchschnittliche Leistung nämlich nicht als Kündigungsgrund. Demnach müsse schon eine erhebliche Unterschreitung der Durchschnittsleistung über einen langen Zeitraum gegeben sein, um sich von einem Beschäftigten trennen zu können.“
In der Mitte der 2010er Jahre rückten mehrere Unternehmen von einem forced ranking ab. Als Grund wird unter anderem angeführt, dass Beschäftigte beim forced ranking gegeneinander arbeiten würden, um selbst möglichst gut abzuschneiden.

## Ziele
Mitarbeiterbeurteilung beruht keinesfalls auf alleinigen Vorteilen des Unternehmens. Vielmehr dient die Beurteilung des Personals sowohl den Zielen des Unternehmens als auch den Zielen der Mitarbeiter. Hinsichtlich des unternehmerischen Aspekts stehen hauptsächlich folgende Ziele im Vordergrund:
- Objektivierung der Personalarbeit: Mit Hilfe geeigneter Personalbeurteilungsverfahren können sowohl objektive als auch vergleichbare Ergebnisse erlangt werden.
- Steigerung der Arbeitsleistung: Mitarbeiter können mittels der richtigen Wahl des Beurteilungssystems zu dauerhaft höheren Leistungen angespornt werden.
- Einheitlichkeit des Führungsverhaltens: Das Führungsverhalten kann durch ein einheitliches Beurteilungssystem angeglichen werden und führt zusätzlich zu einem einheitlichen und schlagkräftigen Führungsverhalten der Vorgesetzten.
- Verbesserung der Führungsqualität: Ein Beurteilungsgespräch ermöglicht sowohl dem Mitarbeiter als auch dem Vorgesetzten die Wahrnehmung zu einer Aussprache und bietet gleichzeitig die Gelegenheit zu einem besseren Vorgesetzten-Mitarbeiter-Verhältnis.
- Potenzialnutzung: Durch das Aufkommen von möglichen Schwachstellen kann das  Potenzial der Belegschaft durch gezielte Aus- und Weiterbildungsmaßnahmen erweitert werden.

Auf der Seite der Mitarbeiterziele wird vor allem durch regelmäßige und systematische Beurteilungen die Möglichkeit gegeben, Leistungen und Fähigkeiten besser einschätzen zu können und folglich die Karriereplanung danach auszurichten. Darüber hinaus bietet ein Mitarbeitergespräch die Aussprache von Sachverhalten, die mit der eigentlichen Beurteilung nicht in direktem Zusammenhang stehen. Ein weiterer wichtiger Aspekt stellt der Schutz für Mitarbeiter dar, indem willkürliche Disziplinarverfahren oder ungerechtfertigte Entlassungen schwieriger durchsetzbar sind.

## Vorgehensweisen
Die Verfahren der Personalbeurteilung lassen sich grundsätzlich in summarische und analytische Verfahren unterteilen. Während summarische Verfahren die Leistung der Mitarbeiters als ein Ganzes beurteilen werden bei analytischen Verfahren einzelne Kriterien herangezogen und zu einer Gesamtbeurteilung zusammengefasst. Die analytische Methode erfasst somit differenzierter die beobachtbaren Verhaltensmerkmale. Auch in Bezug auf Beurteilungs- bzw. Wahrnehmungsfehler ist das analytische Verfahren durch den Abgleich einzelner Kriterien bzw. Merkmale dem summarischen voraus. Des Weiteren wird zwischen quantitativen und qualitativen Verfahren unterschieden: Quantitative Methoden beurteilen Mitarbeiter mittels Punktesysteme, während durch qualitative Methoden aufgrund von Fragen eine Beschreibung der Leistung erstellt wird.

### Mitarbeiterbeurteilung durch den Vorgesetzten
Die auch genannte Untergebenenbeurteilung stellt eine der typischsten Formen der Personalbeurteilung dar. Vorgesetzte beurteilen hierbei die ihnen direkt unterstellten Mitarbeiter hinsichtlich deren Leistungen und Qualifikationspotenzialen. Hierbei wird zwischen einer freien Beschreibung (eigenständige Auswahl der Beurteilungskriterien durch den Vorgesetzten) und gebundenen Urteilstechniken unterschieden. Während bei einer freien Beschreibung eine eigene Auswahl der Beurteilungskriterien durch den Vorgesetzten stattfindet, genügen gebundene Urteilskriterien eher höheren Ansprüchen und erhöhen die Zuverlässigkeit und Gültigkeit der Beurteilungskriterien. Verfahren diesbezüglich wären u. a.:
- Einstufungsverfahren: Stellt die weitverbreitetste Methode der Mitarbeiterbeurteilung dar. Anhand einer mehrstufigen Skala werden hierbei Verhaltensbeobachtungen, Ergebnis- oder Merkmalseinschätzungen zugeordnet.
- Polaritätsverfahren: Dient einer Erfassung von Eindrücken in quantitativer Hinsicht. Der Beurteiler beurteilt hierbei ein Merkmal anhand einer Reihe von Paaren gegensätzlicher Attribute. Durch das Verbinden der Ergebnisse entsteht ein Polaritätsprofil, das mit Idealprofilen verglichen werden kann.
- Rangordnungsverfahren: Differenziert zwischen Mitarbeitenden und erstellt anschließend eine Rangliste. Diese Rangfolge kann anschließend entweder für einzelne Beurteilungskriterien aufgestellt werden oder für eine Gesamtbeurteilung dienen.
- Vorgabevergleichsverfahren: Gibt Ziele vor, die leicht nachzuprüfen sind und dem Beurteilenden einen Zielerreichungsgrad geben. Anhand eines Standardwertes von 100 % kann somit eine Über- oder Untererfüllung hinsichtlich der Zielerreichung ermittelt werden.
- Methode der kritischen Vorfälle: Ist eine Weiterentwicklung der freien Beschreibung, wobei die Beschreibungskriterien von einem Katalog ausgewählt werden und mittels einer schriftlichen Dokumentation Erfolge und Misserfolge des Beurteilenden dokumentiert werden.

Die Erhebung der benötigten Daten findet zum Beispiel in einem Mitarbeitergespräch oder durch Fragebögen statt.

### Selbstbeurteilung
Bei der Selbstbeurteilung sind neben den Beurteilern auch die Mitarbeiter selbst aufgefordert, eine Einstufung ihrer Leistung und ihres Potenzials zu geben. Durch diese Einbindung soll der Entwicklungsprozess eines jeden Mitarbeiters gefördert werden, um die Akzeptanz der finalen Urteile zu erhöhen und ein besseres Verständnis über die eigene Leistungserbringung zu fördern.

### Beurteilung durch Gleichgestellte (Kollegen)
Die Gleichgestelltenbeurteilung stellt in der Personalbeurteilung eine spezifische Variante dar. Die Beurteiler hierbei sind sowohl hierarchisch mit dem zu Beurteilenden gleichgestellt als auch im gleichen organisatorischen Bereich tätig. Das Ziel hierbei ist es, die Kenntnisse der Kollegen zur Einschätzung der Leistung und Qualifikation zu nutzen. Hierbei wird in der Regel darauf geachtet, dass eine zeitgleiche Beurteilung aller Kollegen erfolgt.

### Beurteilung von Vorgesetzten durch ihre Mitarbeiter
Bei der Vorgesetztenbeurteilung werden Vorgesetzte von ihren unmittelbaren Mitarbeitern hinsichtlich deren Führungsverhalten und teilweise deren Qualifikationen und Leistungsmerkmalen beurteilt. Die Ergebnisse gelangen hierbei entweder direkt an die Personalabteilung oder an die Vorgesetzten selbst. Beim Semco-System das der brasilianische Unternehmer Ricardo Semler in seinen Unternehmen verwirklicht hat, beurteilen Untergebene alle sechs Monate ihre Vorgesetzten, die Punkte-Ergebnisse werden dann als öffentlicher Aushang allen bekanntgegeben. Die Beurteilung erfolgt auch vor Beförderungen oder Neueinstellungen auf Führungspositionen. Mitarbeiter, die längere Zeit nur schwache Noten bekommen, „verlassen Semco gewöhnlich früher oder später“.

### Mitarbeiterbeurteilung durch Vorgesetzte, Kollegen, Mitarbeiter und Kunden (360°-Beurteilung)
360°-Beurteilung ist eine der umfassendsten Formen der Personalbeurteilung. Hierbei soll insbesondere das Leistungsverhalten von Führungskräften aus unterschiedlichen Perspektiven eingeschätzt werden. Somit soll ein umfassendes individuelles Feedback ermöglicht werden. Es ist eine vollständige Bewertung der MA-Performance, häufig mittels Fragebogen und/oder geleiteten Interviews durch Vorgesetzte/Personalbeauftragte.

## Schnittstellen
- Organisationsentwicklung
- Personalentwicklung
- Persönlichkeitstest
- Online-Assessment

## Mitbestimmung
In Unternehmen mit einem Betriebsrat sind bei der Planung und Durchführung von Mitarbeiterbewertungen die Mitbestimmungsrechte der Arbeitnehmervertretung in Fragen der Leistungsbeurteilung zu beachten. Unter anderem bedarf die Aufstellung allgemeiner Beurteilungsgrundsätze der Zustimmung des Betriebsrates (§ 94 Abs. 2 BetrVG).
Diese ist allerdings nicht für die Beurteilung der einzelnen Mitarbeiter erforderlich, jedoch hat der einzelne Arbeitnehmer das Recht, sich vom Betriebsrat während der Arbeitszeit zu diesem Thema beraten zu lassen.
Vergleichbares gilt im öffentlichen Dienst für die Beteiligung des Personalrates aufgrund des jeweiligen Personalvertretungsgesetzes.